# Божин Кулев
Божин (Боше) Нешов Кулев е български революционер, деец на Вътрешната македоно-одринска революционна организация.

## Биография
Божин Кулев е роден през 1873 година в битолското село Сърбци, тогава в Османската империя, днес в Северна Македония. Присъединява се към ВМОРО като четник, а сетне като селски войвода през Илинденско-Преображенското въстание. Заловен е от турските власти и лежи 4 години в затвор. През Балканските войни е доброволец в Македоно-одринското опълчение и служи в Нестроевата рота на 12-а лозенградска дружина. По-късно е арестуван от новите сръбски власти и лежи в затвор 6 месеца.
На 4 март 1943 година, като жител на Битоля, подава молба за народна пенсия, която е одобрена и отпусната от Министерския съвет на Царство България.